# 細尾峠

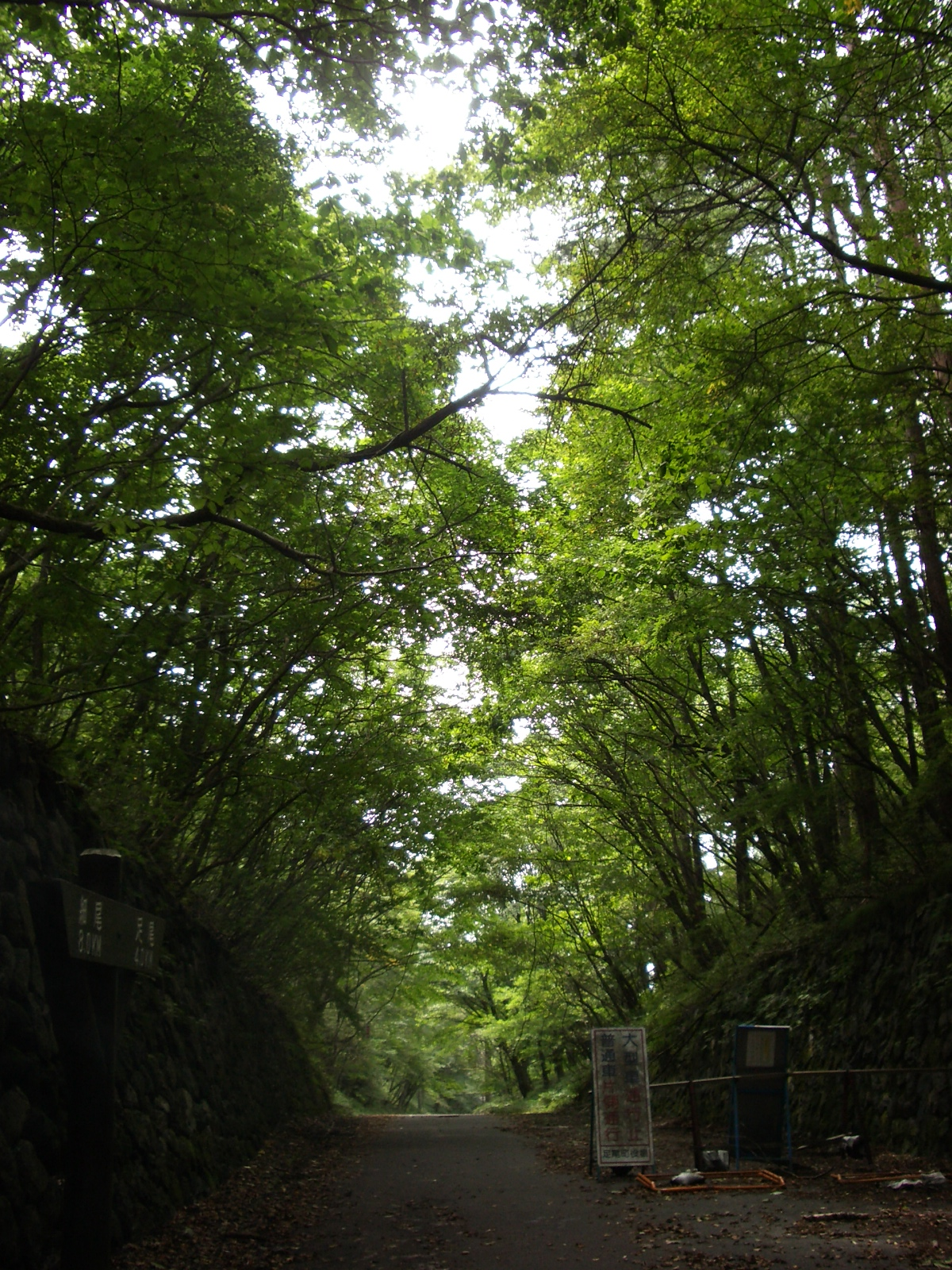
細尾峠（2005年9月3日撮影）

細尾峠（ほそおとうげ）は、栃木県日光市にある峠である。

## 概要
国道122号の旧道。現在の日足トンネルの上を貫いている。実際の旧道は細尾町交差点から分岐し、日光市奥細尾の集落を通るため、旧道全長距離は12km。
途中にハイカーのための薬師岳、夕日岳、地蔵岳への分岐がある。足尾側では、地蔵坂と呼ばれるつづら折れの道があり、また石組みの側壁で作られた道がある。勾配は最大14%。
峠の両側には、案内図や峠の歴史が記された標識が設置されている。

## 歴史
古くは日光山の修行僧の峰修行の路として開かれ、足尾銅山が発見され採掘が始まってからは、往来が盛んになり銅山の発展とともに賑わった。明治時代になり、銅山の発展と共に道路が拡張され、峠に停場が設けられ、荷物交換の行列で賑わったという。1890年には日本で最初の索道が峠の両側に架設されるが、当時の足尾鉄道（旧国鉄足尾線・現わたらせ渓谷鐵道）の開通により利用は衰退した。1936年には、自動車道として舗装・改修され足尾日光間の大幹線となり国道122号となった。
1978年に全長2,765 mの日足トンネルが開通。これにより細尾峠ルートは国道指定を解除されたが、現在でも旧道には数か所で国道標識が残されている。

## 現在の状況
現在は通行量もなく、静寂な峠となっている。全面舗装であるが、アスファルトはくたびれている。ガードレールも完備しているため、自動車やバイクの通行に差し支えはないが、ハイキングで通る者もおり、注意が必要である。冬季はゲートが閉められ、車両通行止めとなる。
2010年春に足尾側の入口付近が崩落して通行不能となっていたが、2010年夏頃に復旧した。